# Вихід у місто
Вихід у місто — український рок- та електронний гурт, що з'явився у 2013 році в місті Кременчук.

## Історія
Лідер колективу, Олексій Сафронов, до того був учасником хіп-хоп проєктів «Техніка читання» та «Т4». Ідея створення нового гурту з'явилася улітку 2012 року. Олексій написав кілька інструментальних пісень в жанрі поп-рок, які виконав на одному із заходів, де їх почув Стас Позняк і запропонував свою кандидатуру як ударник. Невдовзі на місце бас-гітариста прийшов Саша Ляпко, а у лютому 2013 року гурт зібрався на першу репетицію.
Інтернет-реліз дебютного альбому колективу, під назвою «Тиша», потрапив у мережу 18 березня 2013 та являє собою альбом з 11 україномовних пісень. Альбом потрапив у дайджест найкращих альбомів 2013 року за версією «Молодого радіо».
20 травня 2015 року вийшов другий альбом під назвою «Сезон дощів», у який ввійшли дев'ять авторських композицій гурту з різних часових проміжків діяльності колективу. Наприклад, перші версії двох пісень з альбому — «Повернись» і «Хто ти є» — були написані ще задовго до заснування самого гурту, але отримали своє нове втілення у «Сезоні дощів». Також до платівки увійшла композиція «Щось треба змінити», яка була написана за пів року до суспільно відомих подій на Євромайдані. За часів народного протистояння, гурт «Вихід у місто» також відзняв на згадану пісню і відеоряд, який став другим кліпом у відеографії колективу, слідом за дебютним відео «Дзвінок».
У 2016 році, з виходом синглу «Сенсу ні в чому нема», гурт фактично перетворився в проєкт однієї людини — все, від початкової мелодики до тексту, музики і зведення, є справою рук лідера та засновника проєкту Олексія Сафронова.
Сингл 2017 року «Осінь» набув більш танцювального звучання, яке наблизило стиль даної роботи до ретровейву та ню-диско.
2 квітня 2018 року на MOON Records Ukraine виходить чергова робота проєкту — мініальбом «Без питань» із трьох композицій. Цей мініальбом — данина поваги синтезаторній попмузиці кінця 80-х початку 90-х, а також джи-фанку. Задля створення атмосфери хіп-хоп музики середини 90-х було використано звуки легендарних синтезаторів Roland Jupiter, та Juno 106.
27 грудня 2019 року на MOON Records вийшов сингл «Назавжди» — перша робота після півторарічної творчої паузи. Музика стала більш радіоорієнтованою, і стилістично наближається до брейкбіту.

## Музичний стиль
Стиль дебютного альбому — поп-рок, проте гурт зазначав, що їхня мета не передбачає роботу тільки в цьому стилі, тож подальша діяльність «Вихід у місто» не виключає музичних експериментів. Серед джерел натхнення Олексій Сафронов називав таки гурти як «Бумбокс», «ТНМК» та «5nizza». З 2016 року музика гурту набула більш електронного звучання

## Склад

### Поточний склад
- Олексій Сафронов — вокал, гітара, з 2016 року — всі інструменти

### Колишні учасники
- Олександр Ляпко — бас (2013—2016)
- Стас Позняк — ударні (2013—2016)[10]

## Дискографія

### Альбоми
- 2013 — «Тиша»[11]
- 2015 — «Сезон дощів»
- 2018 — «Без питань» (EP)

### Сингли
- 2016 — «Сенсу ні в чому нема»
- 2016 — «Сни»
- 2017 — «Осінь»[12]
- 2019 — «Назавжди»

### Кліпи
- 2013 — «Дзвінок»
- 2014 — «Щось треба змінити»